# Светий Єрней (Словенське Коніце)
Светий Єрней (словен. Sveti Jernej) — поселення в общині Словенське Коніце, Савинський регіон, Словенія. Висота над рівнем моря: 349,2 м.